# 라디오 정보센터
《라디오 정보센터》는 KBS 제1라디오에서 방송되었던 시사 프로그램이다. 2014년 4월 6일 자로 6년만에 폐지되었다.

## 진행자

### 평일
- 오광균 前 기자 (남)

### 주말
- 김승채 교수(남)

| KBS 1라디오                                                                           |                                            |                                                                              |
| 이전                                                                                  | KBS 제1라디오 정오종합뉴스 라디오 정보센터 | 다음                                                                         |
| 세상의 모든 지식 (주중) 경제세미나 (토) 명사들의 책읽기 (일) 대한민국 경제실록 (주중) | KBS 제1라디오 정오종합뉴스 라디오 정보센터 | 뉴스 중계탑 (주중,토요일) 라디오 전국일주 (주중) 생방송 스포츠 와이드 (주말) |
|                                                                                       |                                            |                                                                              |
|                                                                                       |                                            |                                                                              |